# Alan Calton
Alan Calton ist ein britischer Schauspieler.

## Leben
Calton begann seine Laufbahn 2013 als Nebendarsteller in Austenland und Knight of the Dead. 2014 stellte er unter anderen in zwei Episoden der Fernsehdokuserie die historische Rolle des Isaac Newton dar. 2016 spielte er im Abenteuerfilm Ben-Hur – Sklave Roms die Rolle des Cyprian. 2017 hatte er die Rolle eines Feuerwehrmanns in Mord im Orient Express inne. 2018 wirkte er in der Fernsehserie EastEnders mit. Im selben Jahr spielte er den Lambert in Vengeance Man – Rache kennt kein Limit. 2022 spielte er in Blackbird neben Eric Roberts, Ian Beattie und Michael Flatley mit.

## Filmografie (Auswahl)
- 2013: Austenland
- 2013: Knight of the Dead
- 2014: Synoptica (Kurzfilm)
- 2014: The Physics of Light (Fernsehdokuserie, 2 Episoden)
- 2014: Marriage
- 2015: The Last Days Of ... (Fernsehdokuserie, Episode 1x05)
- 2015: The Private (Kurzfilm)
- 2016: The Head Hunter
- 2016: Obsession: Dark Desires (Fernsehdokuserie, Episode 3x05)
- 2016: Ben-Hur – Sklave Roms (In the Name of Ben Hur)
- 2016: Positive (Kurzfilm)
- 2016: Tiefschnee – Winter der Rache (Off-Piste)
- 2016: Divine Command (Kurzfilm)
- 2017: The Pugilist
- 2017: Mord im Orient Express (Murder on the Orient Express)
- 2017: Home Alone (Fernsehserie, Episode 1x03)
- 2018: Till Forever (Kurzfilm)
- 2018: EastEnders (Fernsehserie)
- 2018: Vengeance Man – Rache kennt kein Limit (Vengeance)
- 2018: All In (Kurzfilm)
- 2019: Madness in the Method
- 2022: Blackbird